# خراج الكبد
خُرَاج الكَبِد (بالإنجليزية: Liver abscess) هي كتلة مليئة بالصديد داخل الكبد. الأسباب الشائعة لحدوث الخراج غالباً أسباب مرضية بطنية مثل التهاب الزائدة الدودية أو التهاب الردب وذلك بسبب انتشارها بالدم عبر الوريد البابي.

## الأسباب
أهم البكتيريات المُسببة لخراج الكبد:
- البكتيريا العقدية (من ضمنها المكورة العنقودية).
- الإِشْريكِيَّة.
- البكتيريا المكورة العنقودية.
- كليبسيلا (ذات معدلات أعلى في الشرق الأقصى).
- البكتيريا اللاهوائية (من ضمنها البكتيريا العصوانية)
- البكتيريا الزائفة.
- البكتيريا المتقلبة.

وغالباً ما يكون المسبب عدة بكتيريات مُجتمعة.

## التشخيص
هنالك ثلاث أنواع رئيسية لخراج الكبد، وهي كالتالي:
- خراج الكبد القيحي، وهو في معظم الأحيان مُتَعَدِّدُ المِكروبات، يمثل 80 ٪ من حالات الخراج الكبدي في الولايات المتحدة.
- خراج كبدي أميبي، بسبب الأميبا الحالّة للنسج وهي تمثل 10% من الحالات.
- خراج فطري، وغالباً ما تكون بسبب  فطر المبيضة، وهي تمثل أقل من 10% من الحالات.

## العلاج
باستخدام المضادات الحيوية بالوريد مترونيدازول والجيل الثالث من المضادات سيفالوسبورين/ كينولين.

## الروابط الخارجية
- Liver Abscess CT Images CTCases Liver Abscess CT Scan.